# Alois Mertes

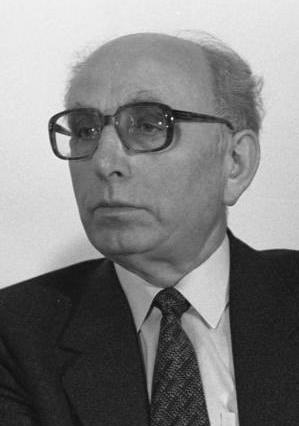
Alois Mertes, 1983

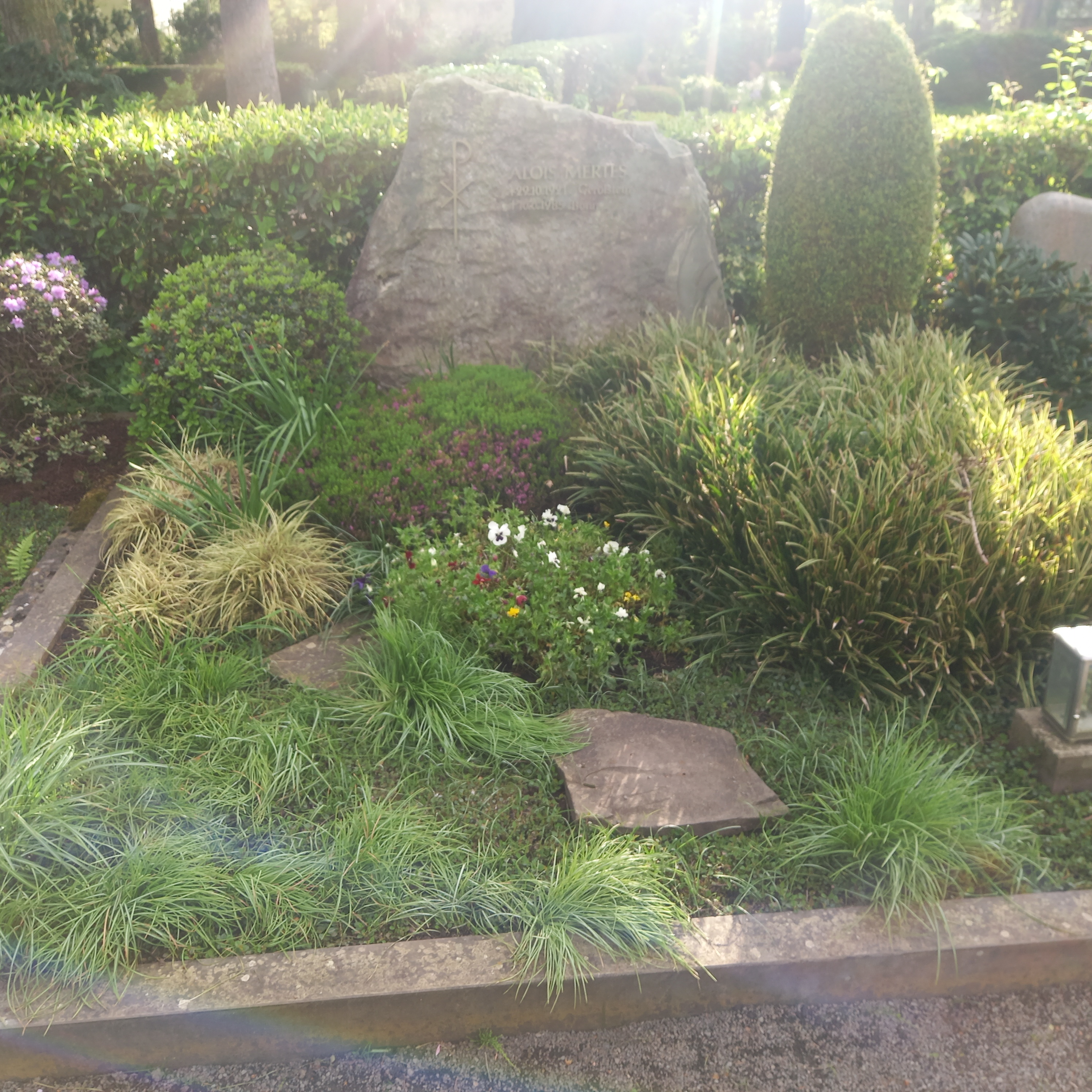
Das Grab von Alois Mertes auf dem Rüngsdorfer Friedhof in Bonn

Alois Mertes (* 29. Oktober 1921 in Gerolstein; † 16. Juni 1985 in Bonn) war ein deutscher Diplomat, Politiker (CDU) und von 1982 bis zu seinem Tode Staatsminister im Auswärtigen Amt.

## Leben und Beruf
Mertes wurde als fünftes Kind der Eheleute Michael Mertes und Anna Mertes geb. Feldges geboren. Nach dem Abitur 1940 am Regino-Gymnasium in Prüm nahm Mertes als Soldat am Zweiten Weltkrieg teil. Nach der Entlassung aus der Kriegsgefangenschaft absolvierte Mertes ein Studium der Rechtswissenschaft, Geschichte und Romanistik an den Universitäten in Bonn und Paris. 1948 schloss er sein Studium mit dem Staatsexamen in Geschichte und Französisch ab und promovierte 1951 an der Universität Bonn mit der Arbeit Frankreichs Stellungnahme zur deutschen Revolution im Jahre 1848 zum Dr. phil.
1952 trat Mertes in den auswärtigen Dienst der Bundesrepublik Deutschland ein, für den er am Generalkonsulat in Marseille und an den Botschaften Paris (1958–1963) und Moskau (1963–1966) tätig war. Einen dienstlichen Studienaufenthalt 1968/69 an dem von Henry Kissinger geleiteten Center for International Affairs der Harvard University schloss er mit der Studie Reflections on Détente: Russia, Germany, and the West ab. Nach seiner Rückkehr nach Bonn übernahm er im Auswärtigen Amt die Leitung des Referats Europäische Sicherheit und regionale Abrüstung.
Von 1969 bis 1971 war er Vorsitzender des katholischen Bundes Neudeutschland.
Von 1969 bis 1972 nahm er einen Lehrauftrag für politische Wissenschaft an der Universität zu Köln wahr.
Mertes starb im Juni 1985 vier Tage nach einem schweren Schlaganfall, den er während einer Podiumsdiskussion erlitten hatte.
Alois Mertes war seit 1951 mit Hiltrud Mertes geb. Becker verheiratet. Aus der Ehe gingen fünf Kinder hervor, darunter Michael Mertes und der Jesuit Klaus Mertes.
Nach Mertes’ Tod schrieb Heinrich Böll an seine Witwe Hiltrud, ihr Mann sei „einer der wenigen, wenn nicht der einzige Politiker seiner Partei [gewesen], mit dem ich reden konnte und noch hätte reden können“. Über Mertes bemerkte Hans-Dietrich Genscher in seinen Memoiren unter anderem: „Sein Tod hatte mich besonders getroffen, und die Erinnerung an diesen weltläufigen, kenntnisreichen und aufrichtigen Mann, der fest in seinem Glauben, seiner Familie und seiner Heimat verwurzelt war, wird immer von höchster Wertschätzung und menschlicher Verbundenheit gekennzeichnet sein.“

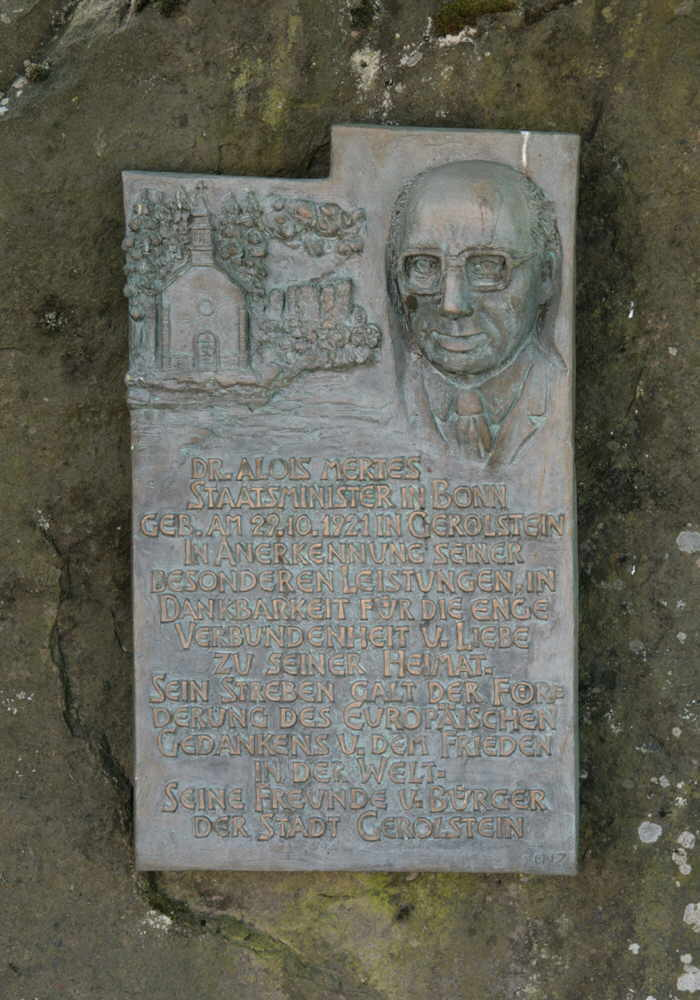
Gedenktafel zu Ehren Mertes in seiner Geburtsstadt Gerolstein.

In einer Serie von acht „Alois Mertes Memorial Lectures“ (1991–1999) ließ das Deutsche Historische Institut Washington Mertes’ vielfältige konzeptionelle Beiträge zur deutschen Außen- und Sicherheitspolitik durch namhafte Geschichts-, Politik- und Geisteswissenschaftler würdigen.

## Partei
Seit 1961 war Mertes Mitglied der CDU.

## Abgeordneter
Von 1972 bis zu seinem Tode war er Mitglied des Deutschen Bundestages. Hier war er von 1980 bis 1982 Vorsitzender der Arbeitsgruppe Außenpolitik der CDU/CSU-Bundestagsfraktion.
Alois Mertes ist stets als direkt gewählter Abgeordneter des Wahlkreises Bitburg in den Bundestag eingezogen.

## Öffentliche Ämter
1972 war Mertes Staatssekretär und Bevollmächtigter des Landes Rheinland-Pfalz beim Bund.
Am 4. Oktober 1982 wurde er als Staatsminister im Auswärtigen Amt in die von Bundeskanzler Helmut Kohl geführte Bundesregierung berufen. Mertes verstarb im Amt.

## Sonstiges
Er war seit 1983 Ehrenmitglied der katholischen Studentenverbindung KStV Arminia Bonn im KV.

## Kabinette
- Kabinett Kohl I – Kabinett Kohl II

## Veröffentlichungen (Auswahl)

### Eigene Publikationen
- Die Union und Polen. In: Gerhard Mayer-Vorfelder und Hubertus Zuber (Hrsg.): Union alternativ. Seewald Verlag, Stuttgart 1976, ISBN 3-512-00423-7
- Sowjetische Kriterien der Sicherheit und Rüstungskontrolle – Konzeptionelle Gegensätze und Unterschiede zum Westen. In: Erhard Forndran und Paul J. Friedrich: Rüstungskontrolle und Sicherheit in Europa. Europa Union Verlag, Bonn 1979, ISBN 3-7713-0113-0
- Abschreckung sichtbar machen. In: Josef Joffe (Hrsg.): Friede ohne Waffen? Der Streit um die Nachrüstung. Wilhelm Heyne Verlag, München 1981, ISBN 3-453-01524-X
- Der Heilige Doktor von Moskau Friedrich Joseph Haass. In: Drei Deutsche in Russland. Ostermann – Cancrin – Haass (zus. mit Hans Dietrich Mittorp und Dieter Wellenkamp). Turris-Verlag, Darmstadt 1983, ISBN 3-87830-016-6
- Agostino Casaroli – Zeuge des Friedensauftrags der Kirche. In: Herbert Schambeck (Hrsg.): Pro Fide et Iustitia. Festschrift für Agostino Kardinal Casaroli zum 70. Geburtstag. Duncker & Humblot, Berlin 1984, ISBN 3-428-05678-7
- Europe’s Role in Central America: A West German Christian Democratic View. In: Andrew J. Pierre (Hrsg.): Third World Instability. Central America as a European-American Issue. Council on Foreign Relations Books, New York 1985, ISBN 0-87609-005-6
- Nuclear Weapons and the Preservation of Peace (zus. mit Karl Kaiser, Georg Leber und Franz-Josef Schulze). In: William P. Bundy (Hrsg.): The Nuclear Controversy. New American Library, New York 1985, ISBN 0-452-00736-4

### Über Alois Mertes
- Walter Henkels: Alois Mertes. In: Walter Henkels: Bonner Köpfe in Wort und Bild. Econ, Düsseldorf/Wien 1981, ISBN 3-430-14309-8
- Philipp Jenninger (Hrsg.): Alois Mertes zur Erinnerung. Ansprachen und Nachrufe. Verlag Butzon & Bercker, Kevelaer 1986, ISBN 3-7666-9498-7
- Konrad Repgen: Ein politischer Lebensweg: Alois Mertes (1921–1985). In: Konrad Repgen: Von der Reformation zur Gegenwart. Beiträge zu Grundfragen der neuzeitlichen Geschichte. Schöningh, Paderborn 1988, ISBN 3-506-77207-4
- Jürgen Aretz: Alois Mertes (1921–1985). In: Jürgen Aretz, Rudolf Morsey, Anton Rauscher (Hrsg.): Zeitgeschichte in Lebensbildern, Aus dem deutschen Katholizismus des 19. und 20. Jahrhunderts, Band 7, Aschendorff Verlag GmbH & Co. KG, Münster 1994, ISBN 978-3-402-06112-1, S. 209–226. (Digitalisat)
- Michael Mertes: Alois Mertes – Ein Lebensbild. In: Günter Buchstab: Alois Mertes – Der Primat des Politischen. Reden und Aufsätze. Mit einer Einleitung von Timothy Garton Ash. Droste, Düsseldorf 1994, ISBN 3-7700-1872-9.
- Georg Sebastian Schneider: Alois Mertes (1921–1985). Das außenpolitische Denken und Handeln eines Christlichen Demokraten. Droste-Verlag, Düsseldorf 2012, ISBN 978-3-7700-1912-0